# 아이웨이
아이웨이(艾威, 애위, 본명은 쉬웨이신(徐威信, 서위신, 영문명은 Wilson Tsui, 1959년 2월 5일 ~ )는 중화인민공화국 홍콩 특별행정구의 남성 영화배우, 텔레비전 연기자이다.

## 생애
1980년 텔레비전 연기자로 첫 데뷔하였으며 1983년 영화 《채운곡(彩雲曲)》의 단역으로 영화배우 데뷔하였다. 2007년 영화 《도화선(導火線)》의 대협(大俠) 역으로도 중화권에 널리 알려져 있다.